# Радивой
Радивой или Радивоя е български болярин от София. 

## Биография
За него е известно, че в 1493 г. възобновава и изписва църквата „Св. Георги" на Кремиковски манастир в памет на двете си деца Тодор и Драгана, които вероятно са погребани в откритите при реставрационни работи през 1987 г. детски гробове при църковния зид. Забележителния ктиторски портрет изобразява Радивой, семейството му и софийския митрополит Калевит, които предават умалено копие на църквата на Свети Георги.